# かわいい女 (チャンドラーの小説)
『かわいい女』（かわいいおんな、The Little Sister）は、アメリカの作家レイモンド・チャンドラーのハードボイルド小説。1949年刊。私立探偵フィリップ・マーロウを主人公とする長編シリーズの第5作。

## あらすじ
フィリップ・マーロウは、オファメイ・クェストという娘から兄を探してほしいという依頼を受ける。兄を探してベイ・シティのアパートに向かったマーロウは、そこでアパート管理人がアイスピックで刺されているのを発見する。

## 登場人物
- フィリップ・マーロウ
- オーファメイ・クエスト
- オリン・P・クエスト
- レスター・B・クローゼン
- ジョージ・W・ヒックス
- フラック
- クリスティー・フレンチ
- フレッド・ビーファス
- メイヴィス・ウェルド
- ドロレス・ゴンザレス
- スティール・グレイブ
- モー・スタイン
- ジョセフ・P・トード
- アルフレッド
- シャリダン・バルウ
- モス・スピンク
- ジェールズ・オッペンハマー
- ヴィンセント・ラガーディー
- スーウェル・エンディコット
- リー・ファレス
- モーゼズ・マグラシャン

## 日本語訳
- 「別冊宝石11号 世界探偵小説名作選2 レイモンド・チャンドラア傑作特集」1950年10月に、『聖林殺人事件（ハリウッドさつじんじけん）』（清水俊二 訳）として収録。[日本語訳 1]
- 本作品は、かつては東京創元社、後に早川書房の日本語版翻訳権独占作品となっていた。

| 出版年        | タイトル         | 出版社     | 文庫名等                      | 訳者     | 巻末            | ページ数 | ISBNコード     | カバーデザイン                                     | 備考 |
| ------------- | ---------------- | ---------- | ----------------------------- | -------- | --------------- | -------- | -------------- | -------------------------------------------------- | --- |
| 1957年4月     | かわいい女       | 東京創元社 | 世界推理小説全集 48           | 清水俊二 |                 | 206      |                |                                                    | |
| 1961年2月     | かわいい女 他    | 東京創元社 | 世界名作推理小説大系 19       | 清水俊二 | 解説 中島河太郎 | 527      |                |                                                    | 他は『大いなる眠り』（双葉十三郎 訳）、 ジェイムズ・Ｍ・ケイン『郵便配達は二度ベルを鳴らす』 （田中西二郎 訳）を収録。 |
| 1959年6月1日  | かわいい女       | 東京創元社 | 創元推理文庫131-2             | 清水俊二 | 解説 中島河太郎 | 289      | 978-4488131029 | カバー撮影:板橋利男、 カバーデザイン:小倉敏夫 ほか | |
| 2010年12月1日 | リトル・シスター | 早川書房   | 単行判                        | 村上春樹 |                 | 361      | 978-4152091789 |                                                    | |
| 2012年8月7日  | リトル・シスター | 早川書房   | ハヤカワ・ミステリ文庫HM 7-13 | 村上春樹 | 訳者あとがき    | 454      | 978-4150704636 | 坂川栄治+坂川朱音 （坂川事務所）                   | 電子書籍も刊 |

## 映画化
本作は、1969年に『かわいい女』（Marlowe）として映画化された。

## コンピューター・ゲーム
- 『かわいい女（Private Eye）』（株）リバーヒルソフト 1997年5月30日発売[ゲーム 1]